# 千葉哲也
千葉 哲也（ちば てつや、1963年10月27日 - ）は、神奈川県出身の俳優、演出家。身長171cm、血液型はB型。特技は殺陣。鐘下辰男が主宰する演劇企画集団THE・ガジラの中心的な俳優として多くの作品に出演。他にも様々な舞台に出演するほか、演出家としても活動し、評価を得ている。有限会社ザズウ所属。日本映画学校卒業。

## 出演

### 舞台（ガジラ公演）
※特に記載のないものはすべて鐘下辰男の作、演出、脚色による。
- ワンス・アポン・ア・タイム・イン・京都（1987年）
- 特攻隊必勝法（1988年）
- ワンス・アポン・ア・タイム・イン・京都/新撰組の巻（1988年）
- 曽根崎心中（1988、1989、1991年）
- ワンス・アポン・ア・タイム・イン・京都/坂本龍馬暗殺の巻（1989年）
- Never Say Banzai —鹿屋の四人—（1989年）
- ぼくの学校は戦場だった…（1989年）
- お夏狂乱（1990年）
- ワンス・アポン・ア・タイム・イン・京都（1990年）
- 汚れっちまった悲しみに…　Nへの手紙（1990、1995年）
- tatsuya 最愛なる者の側へ（1991年）
- 1980年のブルーハープ（1991年）
- ワンス・アポン・ア・タイム・イン・京都III 錦小路の素浪人（1992年）
- POPCORN NAVY 鹿屋の四人（1992年）
- ワンス・アポン・ア・タイム・イン・京都 かげろふ人（1993、2007年）
- 後藤を待ちながら…（1993年　原案：千葉哲也、光岡湧太郎）
- アプレゲール（1992、1994年）
- 女殺油地獄（1993年　原作：近松門左衛門）
- カストリ・エレジー（1994年）
- 闇の枕絵師（1995年）
- ワンス・アポン・ア・タイム・イン・京都IV 六惡党（1996年）
- PW PRISONER OF WAR（1997年）
- 温室の前（1997年　作：岸田國士）
- 仮釈放（1997年　原作：吉村昭）
- カストリ・エレジー（1998年）
- 龍を撫でた男（1999年　作：福田恆存）
- アーバンクロウ（2000年）
- ベクター（2001年）
- ルート64（2002年）
- あるいは友をつどいて（2004年）
- KASANE（2004年）
- ひかりごけ（2006年　原作：武田泰淳）
- ヘル（2007年　作：スエヒロケイスケ）
- さよなら渓谷（2010年　原作：吉田修一）
- Happy Days 〜幸せな日々〜（2012年）

### 舞台（その他）
- チェンジリング（1995年、TPT　共作：ミドルトン/ローリー　演出：デヴィッド・ルヴォー）
- 渦巻（1995〜1996年、TPT　作：ノエル・カワード　演出：宮本亜門）
- エレクトラ（1996年　TPT　作：ソポクレス　演出：デヴィッド・ルヴォー） - オレステス役
- すててこてこてこ（1996年、蝉の会　作：吉永仁郎　演出：渡辺浩子）
- リア王（1998年、新国立劇場　作：ウィリアム・シェイクスピア　演出：鵜山仁）
- ホームレスハート（1998年、トム・プロジェクト　作・演出：水谷龍二）
- 虹を渡る女（1998年、新国立劇場　作・演出：岩松了）
- 新・雨月物語（1999年、新国立劇場　脚本：鐘下辰男　演出：鵜山仁）
- 絶対零度（1999年、トム・プロジェクト　作・演出：鐘下辰男）
- キーン 或いは狂気と天才（1999年、新国立劇場　作：ジャン・ポール・サルトル　演出：栗山民也）
- 令嬢ジュリー（1999〜2000年、TPT　作：アウグスト・ストリンドベリ　演出：デヴィッド・ルヴォー）
- 水の記憶（2000年、ひょうご舞台芸術　作：シーラ・スティーブンスン　演出：栗山民也）
- 闇に咲く花（2001年、こまつ座　作：井上ひさし　演出：栗山民也）
- OUT（2002年、自転車キンクリートSTORE　原作：桐野夏生　脚本：飯島早苗　演出：鈴木裕美）
- bash （2002年、TPT　作：ニール・ラビュート　演出：デヴィッド・ゴサード
- スズメバチ （2003年、TPT　作：ウィリアム・マストロモシーン　演出：松本きょうじ）
- ハイ・ライフ（2003、2005年、流山児★事務所　作：リー・マクドゥーガル　台本・演出：流山児祥）
- THE OTHER SIDE/線のむこう側（2004年　新国立劇場　作：アリエル・ドーフマン　演出：ソン・ジンチェク）
- 胎内（2004年、新国立劇場　作：三好十郎　演出：栗山民也）
- 桜の園（2005年、TPT　作：アントン・チェーホフ　演出：熊林弘高） - ロパーヒン役
- 新・乾いて候 そなたも同じ野の花か（2005年　松竹　原作：小池一夫　脚本：齋藤雅文　演出：田中林輔）
- 道成寺（2005年、TPT　作：三島由紀夫　演出：トーマス・オリヴァー・ニーハウス）
- カルテット（2005年、TPT　作：ハイナー・ミュラー　演出：木内宏昌）
- サムワン（2006年、ホリプロ　作：フランク・マクギネス　演出：松本祐子）
- スラブ・ボーイズ（2006年、TPT　作：ジョン・バーン（英語版）　演出：千葉哲也）
- 東京原子核クラブ（2006年、俳優座劇場　作：マキノノゾミ　演出：宮田慶子）
- 魔界転生（2006年、松竹　原作：山田風太郎　脚本・演出：G2）
- 黒蜥蜴（2006年、TPT　作：三島由紀夫　演出：デヴィッド・ルヴォー、門井均） - 明智小五郎 役
- リターン（2007年、流山児★事務所　作：レグ・クリップ　演出：流山児祥）
- カエル（2007年、新国立劇場　作：過士行　演出：鵜山仁）
- ここからの距離（2008年、TPT　作：ニール・ラビュート　演出：千葉哲也）
- IZO（2008年　劇団☆新感線、作：青木豪　演出：いのうえひでのり）
- 焼肉ドラゴン（2008年、新国立劇場　作：鄭義信　演出：梁正雄、鄭義信）
- 星の王子様（2008年、世田谷パブリックシアター　作：寺山修司　演出：今井朋彦）
- 人形の家（2008年、シス・カンパニー　作：ヘンリック・イプセン　演出：デヴィッド・ルヴォー）
- 広い世界のほとりに（2008年、TPT　作：サイモン・スティーヴンズ　演出：千葉哲也）
- ドブネズミたちの眠り（2008年、流山児★事務所　作：坂口瑞穂　演出：流山児祥）
- ピランデッロのヘンリー四世（2009年　世田谷パブリックシアター　作：ルイージ・ピランデッロ　演出：白井晃）
- ユーリンタウン（2009年、流山児★事務所　上演台本：坂手洋二　演出：流山児祥）
- 怪談 牡丹燈籠（2009年、シス・カンパニー　作：大西信行　演出：いのうえひでのり）
- 蛮幽鬼（2009年、劇団☆新感線　作：中島かずき　演出：いのうえひでのり）
- 凡骨タウン（2010年、モダンスイマーズ　作・演出：蓬莱竜太）
- BLUE/ORANGE（2010年、シーエイティプロデュース　作：ジョー・ペンホール）
- NOISES OFF（2011年、シーエイティプロデュース　作：マイケル・フレイン　演出：千葉哲也）
- 焼肉ドラゴン（2011年・2025年上演予定、新国立劇場 他　作・演出：鄭義信）[2]
- 髑髏城の七人（2011年、劇団☆新感線　作：中島かずき　演出：いのうえひでのり）
- ロマンサー -夜明峠編-（2012年、モダンスイマーズ　作・演出：蓬莱竜太）
- ハンドダウンキッチン（2012年、パルコ　作・演出：蓬莱竜太）
- 文体の獣（2012年、T Factory　原作：ピエル・パオロ・パゾリーニ　構成・演出：川村毅）
- TOPDOG/UNDERDOG（2012年、シス・カンパニー　作：スーザン＝ロリ・パークス　演出：小川絵梨子）
- アジア温泉（2013年、新国立劇場　作：鄭義信　演出：ソン・ジンチェク）
- 鉈切り丸（2013年、パルコ/東京グローブ座　作：青木豪　演出：いのうえひでのり）
- 路上7 インパーフェクト・デイズ（2024年、SPACE 雑遊　演出：川村毅）[3]
- 姉さんは、暖炉の上の、壺の中—My Sister Lives on the Mantelpiece」（2024年、CBGKシブゲキ!!、演出：菜月チョビ）[4]
- いのうえ歌舞伎【譚】Retrospective『紅鬼物語』（2025年、劇団☆新感線　演出：いのうえひでのり）[5][6]

### 舞台（演出）
- スラブ・ボーイズ（2006年、TPT　作：ジョン・バーン）
- ここからの距離（2007年、TPT　作：ニール・ラビュート）
- 広い世界のほとりに（2008年、TPT　作：サイモン・スティーヴンズ）
- キレイじゃなきゃいけないワケ（2009年、TPT 作：ニール・ラビュート）
- BLUE/ORANGE（2010年、シーエイティプロデュース　作：ジョー・ペンホール）
- アット・ホーム・アット・ザ・ズー（2010年、シス・カンパニー　作：エドワード・オールビー）
- 桜の園（2010年、流山児★事務所　作：アントン・チェーホフ）
- K2（2010年、シス・カンパニー　作：パトリック・メイヤーズ）
- NOISES OFF（2011年、シーエイティプロデュース　作：マイケル・フレイン）
- 袴垂れはどこだ（2011年、TPT　作：福田善之）
- 寿歌（2012年、シス・カンパニー　作：北村想）

- BLUE/ORANGE（2019年、シーエイティプロデュース　作：ジョー・ペンホール）[7]

### テレビドラマ
- 恋、した。／オールドタウンで恋をして（1997年、テレビ東京）
- アイノウタ（2002年、BS-i） - 栗山信之介 役
- NHK大河ドラマ
  - 利家とまつ〜加賀百万石物語〜（2002年） - 細川藤孝 役
  - 武蔵 MUSASHI（2003年） - 太田黒兵助 役
  - 真田丸（2016年） - 豊臣秀長 役
  - いだてん〜東京オリムピック噺〜（2019年） - 梅津美治郎 役
  - どうする家康（2023年） - 大鼠 役
- 真夜中は別の顔 （2002年、NHK総合）
- 茂七の事件簿3 ふしぎ草紙（2003年、NHK総合）
- ラブ・レター （2003年、テレビ東京）
- 滅びのモノクローム（2004年、フジテレビ） - 苫米地悟郎 役
- 御宿かわせみ 第二章 （2004年、NHK総合）
- 森村誠一のマリッジ（2004年、テレビ朝日） - 染谷啓祐
- 国盗り物語（2005年、テレビ東京） - 足利義輝 役
- 文學の唄 恋する日曜日『別れたる妻に送る手紙』（2005年、BS-i）
- 古畑任三郎『今、甦る死』（2006年、フジテレビ） - 堀部大吉 役
- 逃亡者 おりん（2007年、テレビ東京） - 白虎 役
- 木枯らし紋次郎（2009年、フジテレビ）
- 坂の上の雲（2011年、NHK総合） - 大庭二郎 役
- 黒澤明ドラマスペシャル 野良犬（2013年、テレビ朝日） - 川畑正一 役
- ペテロの葬列（2014年、TBS） - 井手正男 役
- 吉原裏同心（2014年、NHK総合） - 徹三郎 役
- 相棒 （テレビ朝日）
  - Season13 第3話「許されざる者」（2014年） - 佐野修一 役
  - Season20 第11話「二人」（2022年） - 福田浩介 役
- 平成猿蟹合戦図（2014年、WOWOW） - 高坂竜也 役
- 大岡越前2 最終話「天下の大喧嘩」（2014年、NHK BSプレミアム） - 井本角兵衛 役
- 松本清張二夜連続ドラマスペシャル・第一夜 松本清張〜坂道の家（2014年、テレビ朝日） - 与田次男 役
- ダークスーツ（2014年） - 梶原医師 役
- 水曜ミステリー9（テレビ東京）
  - 「検事・沢木正夫2 公訴取消し」（2014年） - 外科医 役
  - 「警視庁特命刑事☆二人〜代官山コールドケース〜」（2015年） - 高宮章二 役
- 硝子の葦〜garasu no ashi〜（2015年、WOWOW） - 都築刑事 役
- 月曜ゴールデン（TBS）
  - 「税務調査官・窓際太郎の事件簿28」（2015年） - 横山社長 役
  - 特別企画「松本清張サスペンス・影の地帯」（2015年） - 木村隆志 役
- 探偵の探偵（2015年） - 宇佐美秋子の父 役
- コウノドリ（2015年） - 土屋マキの父 役
- 月曜名作劇場（TBS）
  - 「横山秀夫サスペンス 陰の季節」（2016年） - 前島泰雄 役
  - 「警視庁東京湾臨海署〜安積班」（2019年） - 佐治基彦
- 百合子さんの絵本 〜陸軍武官・小野寺夫婦の戦争〜（2016年、NHK総合）
- デッドストック〜未知への挑戦〜（2017年） - 南雲宏信
- 予兆 散歩する侵略者（2017年、WOWOW） - 浅川保 役
- 孤独のグルメ Season7 第8話（2018年5月26日、テレビ東京）- 大将 役
- 黒書院の六兵衛（2018年、WOWOW） - 徳川慶勝 役
- dele（2018年、テレビ朝日） - 宮川新次郎
- コールドケース 〜真実の扉〜 シーズン2 第2話「名前のない殺人者」（2018年、WOWOW） - MARIO店主
- ミス・ジコチョー〜天才・天ノ教授の調査ファイル〜（2019年、NHK総合） - 黒島祐志
- 特命おばさん検事! 花村絢乃の事件ファイル6（2019年、テレビ東京） - 白岩隆司
- 病室で念仏を唱えないでください（2020年、TBS） - 有賀浩平
- まとわりつくオンナ - 五つの地獄編 第5話（2020年3月6日、TBS）
- 連続テレビ小説
  - エール（2020年6月、NHK） - 黒崎達治 役
  - おちょやん（2021年） - 特高・荒木刑事 役
  - おかえりモネ（2021年） - 後藤秀水 役
- さくらの親子丼 Season3（2020年） - 宮部太一 役
- 密告はうたう 警視庁監察ファイル 第3話（2021年9月5日、WOWOW） - 高崎 役
- インフォーマ（2023年、関西テレビ）[8]
- ブラック・ジャック（2024年6月30日、テレビ朝日）[9]
- ROOM〜史上最悪の一期一会（2024年8月27日 - 9月24日、BS-TBS・BS-TBS 4K）[10]

### ラジオドラマ
- 青春アドベンチャー（NHK-FM）
  - 『ストーリーボックス ザ・マネー』(3)(5)（2025年2月5日、7日）[11]

### 映画
- 写楽（1995年） - 権助 役
- 宇宙の夏（2002年）
- BORDER LINE（2002年）
- 零 ゼロ（2003年）
- 69 sixty nine（2004年）
- さよならみどりちゃん （2005年）
- 地下鉄に乗って （2006年） - 刑事 役
- 山桜（2008年） - 磯村庄左衛門 役
- 聯合艦隊司令長官 山本五十六（2011年）
- ジョーカー・ゲーム（2015年）
- 岸辺の旅（2015年）
- ピンクとグレー（2016年）
- 人生の約束  (2016年)   ‐ 東京地検特捜部検事 役
- Mr.Long/ミスター・ロン（2017年）
- 空母いぶき（2019年） - 山本修造 役[12]
- Cloud クラウド（2024年） - 猟師 役[13]

### 吹き替え
- Face to Face -尋問-（2020年） - ビヨン 役〈ウルリク・トムセン〉[14]
- スハウエンダム 〜12の疑惑〜（2020年） - アラード・ドロスト 役〈ヨープ・ケースマート〉[15]
- 刑事ジョン・リーバス（2025年） - カファティ 役〈スチュアート・ボウマン〉[16]

### その他
- こどもにんぎょう劇場「すてきな三にんぐみ」
- みつばち学園　PCエンジン・CD-ROM2用アドベンチャーゲーム（1990年、ハドソン）
- No・Ri・Ko　PCエンジン・CD-ROM2用アドベンチャーゲーム（1988年、ハドソン）

## 受賞歴
- 第5回（1997年度）読売演劇大賞 優秀男優賞
- 第39回（2004年度）紀伊国屋演劇賞 個人賞（『THE OTHER SIDE/線のむこう側』、『胎内』）
- 第14回（2006年度）読売演劇大賞 優秀演出家賞（『スラブ・ボーイズ』）
- 第16回（2008年度）読売演劇大賞 優秀演出家賞（『広い世界のほとりに』）